# The yippee
The Yippee es el segundo EP de la banda estadounidense Never Shout Never. Fue lanzado el 29 de julio de 2008 a través de Loveway Records, sello perteneciente al entonces único miembro de la banda, Christofer Drew.

## Lista de canciones
| Descarga digital |                   |          |  |
| N.º              | Título            | Duración |  |
| 1.               | «Heregoesnothin'» | 3:26     |  |
| 2.               | «Bigcitydreams»   | 3:12     |  |
| 3.               | «Smelyalata»      | 2:35     |  |
| 4.               | «Dare4distance»   | 2:47     |  |